# Pipistrellus permixtus
Pipistrellus permixtus — вид роду нетопирів.

## Середовище проживання
Цей вид відомий тільки з одного зразка зібраного в Танзанії з прибережних сухих лісів.

## Загрози та охорона
Загрози для цього виду погано відомі. Тим не менш, він може бути обмежений сухим прибережним лісовим середовищем проживання, яке опинилося під загрозою перетворення для потреб сільському господарстві і видобутку дров і деревини.